# Dorina Vaccaroni
Dorina Vaccaroni (Venecia, 24 de septiembre de 1963) es una deportista italiana que compitió en esgrima, especialista en la modalidad de florete.
Participó en cuatro Juegos Olímpicos de Verano, obteniendo en total tres medallas, oro en Barcelona 1992, en la prueba por equipos (junto con Diana Bianchedi, Francesca Bortolozzi, Giovanna Trillini y Margherita Zalaffi), plata en Seúl 1988, por equipos (con Francesca Bortolozzi, Annapia Gandolfi, Lucia Traversa y Margherita Zalaffi), y bronce en Atlanta 1996, en la prueba individual.
Ganó nueve medallas en el Campeonato Mundial de Esgrima entre los años 181 y 1993, y dos medallas en el Campeonato Europeo de Esgrima, oro en 1982 y plata en 1981.

## Palmarés internacional
| Juegos Olímpicos   | Juegos Olímpicos             | Juegos Olímpicos  | Juegos Olímpicos    |
| Año                | Lugar                        | Medalla           | Prueba              |
| ------------------ | ---------------------------- | ----------------- | ------------------- |
| 1984               | Los Ángeles (Estados Unidos) | Medalla de bronce | Florete individual  |
| 1988               | Seúl (Corea del Sur)         | Medalla de plata  | Florete por equipos |
| 1992               | Barcelona (España)           | Medalla de oro    | Florete por equipos |
| Campeonato Mundial |                              |                   |                     |
| Año                | Lugar                        | Medalla           | Prueba              |
| 1981               | Clermont-Ferrand (Francia)   | Medalla de bronce | Florete individual  |
| 1982               | Roma (Italia)                | Medalla de oro    | Florete por equipos |
| 1982               | Roma (Italia)                | Medalla de plata  | Florete individual  |
| 1983               | Viena (Austria)              | Medalla de oro    | Florete individual  |
| 1983               | Viena (Austria)              | Medalla de oro    | Florete por equipos |
| 1987               | Lausana (Suiza)              | Medalla de bronce | Florete por equipos |
| 1990               | Lyon (Francia)               | Medalla de oro    | Florete por equipos |
| 1991               | Budapest (Hungría)           | Medalla de oro    | Florete por equipos |
| 1993               | Essen (Alemania)             | Medalla de bronce | Florete por equipos |
| Campeonato Europeo |                              |                   |                     |
| Año                | Lugar                        | Medalla           | Prueba              |
| 1981               | Foggia (Italia)              | Medalla de plata  | Florete individual  |
| 1982               | Mödling (Austria)            | Medalla de oro    | Florete individual  |